# Nicolás de la Cruz Arcosa
Diego Nicolás de la Cruz Arcosa (Montevideo, 1 de junio de 1997) es un futbolista uruguayo. Juega como centrocampista y su actual equipo es el Flamengo del Campeonato Brasileño de Serie A. Es internacional absoluto con la selección de Uruguay.
Es hermano de parte de madre del futbolista Carlos Sánchez, actual jugador del Rentistas, ex River Plate y ex Selección de Uruguay.

## Trayectoria

### Juveniles
Empezó su trayectoria de fútbol en el Club Cohami. Luego entrenó con Defensor Sporting pero su medio hermano, Carlos Sánchez, que fue un jugador destacado en el Liverpool, le recomendó incorporarse a la escuela negriazul. De La Cruz siguió la recomendación de su hermano y se incorporó a la escuela formativa del Liverpool, en el 2011.
Sobre sus comienzos en el fútbol, recuerda:

«El técnico me ponía de cinco porque decía que yo estaba siempre una jugada adelantado a los demás, que me anticipaba, que sabía leer el partido.»

En el año 2013, consiguió su primer título, salieron campeones del Torneo Apertura pero Danubio logró el Clausura y la tabla anual. Liverpool jugó una semifinal, Nicolás anotó un gol, ganaron 3 a 2 en el alargue y forzaron una final. El partido por el Campeonato Uruguayo sub-16, se jugó el 19 de diciembre de 2013, pero Danubio ganó 2 a 1.
Nicolás aportó 6 goles para el club en la temporada 2014, con la sub-17. Fue en el 2015, cuando mostró su mejor nivel, con la sub-19 de Liverpool, salieron campeones del Torneo Apertura, el Bolita marcó 6 goles. Luego comenzó a jugar el Clausura, anotó un gol pero fue ascendido al primer equipo por el técnico Juan Verzeri. Finalmente la sub-19 ganó el Torneo Clausura y logró el Campeonato Uruguayo sub-19 del 2015. Cortaron la hegemonía de Defensor Sporting, ya que por 4 años fue campeón de la categoría. Además clasificaron a la Copa Libertadores Sub-20 de 2016.

### Comienzos en Liverpool
Debutó como profesional el 13 de septiembre de 2015, en la fecha 5 del Torneo Apertura, a pesar de ser su primer encuentro en Primera División, jugó los 90 minutos contra El Tanque Sisley en el Campeones Olímpicos, utilizó el dorsal número 18 y ganaron 1 a 0 con gol de Renato César. Nicolás jugó su primer partido con 18 años, 3 meses, y 12 días.
En la fecha 6 fue convocado por segunda vez, jugó su primer partido en Belvedere el 19 de septiembre contra quien era puntero del Torneo, Defensor Sporting. Fue titular y disputó los 90 minutos, se enfrentó a jugadores como Andrés Scotti, Brian Lozano y Felipe Rodríguez. Liverpool derrotó a la Viola por 2 a 1, con goles de Junior Arias y Sebastián Rodríguez. De La Cruz tuvo un gran rendimiento y fue elegido como el mejor jugador del partido.
Después de la fecha 11, el técnico Juan Verzeri dejó su cargo, y quedó como interino, el técnico de la sub-19 del club, Gabriel Oroza, quien dirigió a De La Cruz en la categoría.
Liverpool finalizó el Torneo Apertura en la posición 12, luego de una irregular primera mitad de temporada. Nicolás jugó once partidos, todos como titular, completó 865 minutos en cancha y recibió 2 tarjetas amarillas.
De La Cruz comenzó la pretemporada el 5 de enero de 2016, ya con el técnico Oroza confirmado. El 23 de enero jugó un partido amistoso de práctica contra Deportivo Maldonado, con los suplentes, debido a su partida para jugar la Libertadores Sub-20, y empataron 2 a 2.

### Copa Libertadores Sub-20
El 15 de enero se confirmó su presencia en la Copa Libertadores Sub-20 de 2016, con sede en Paraguay. En el sorteo, Liverpool quedó en el grupo A, junto a Cerro Porteño, Bolívar y Lanús. Le fue adjudicado el dorsal número 10.
El 28 de enero, el plantel viajó desde Carrasco hasta Paraguay.
Debutó en la competición internacional el 30 de enero, en el primer partido del grupo, contra el local, Cerro Porteño, el equipo paraguayo abrió el marcador pero Nicolás al minuto 15 anotó el empate parcial, finalmente su compañero Juan Ignacio Ramírez puso el 2 a 1 definitivo. El 2 de febrero, jugaron contra Lanús, el campeón argentino, fue un partido reñido en el que el árbitro sacó 10 tarjetas amarillas, pero Liverpool perdió 3 a 0. Jugaron el último partido del grupo, el 5 de febrero contra Bolívar, para clasificar a la siguiente fase solo servía el triunfo, por lo que impusieron su juego y ganaron 12 a 0, De La Cruz anotó un hat-trick, por lo que se llevó una pelota, su compañero Ramírez también anotó por triplicado y también se quedó con un balón. A segunda hora, se enfrentaron Lanús y Cerro Porteño, los paraguayos ganaron 3 a 1. Tanto Liverpool, como Cerro Porteño y Lanús finalizaron el grupo con 6 puntos, pero por diferencia de goles, el campeón de Uruguay clasificó directamente a la semifinal.
La primera semifinal se jugó el 11 de febrero, en el Estadio Manuel Ferreira, se enfrentaron al campeón colombiano, Cortuluá, disputaron un encuentro parejo, en el que no se sacaron ventajas y terminó 0 a 0 en los 90 minutos. Fueron a una definición por penales, para determinar el equipo para la final y tercer puesto, Nicolás fue el segundo en patear, definió con calidad a colocar, el resto de sus compañeros fueron eficaces al 100% y los colombianos fallaron el séptimo penal, por lo que Liverpool resultó vencedor por 7 a 6.
El partido por el título, enfrentó al favorito, São Paulo, contra los uruguayos. Fue un encuentro parejo pero al minuto 84 los brasileros pusieron el 1 a 0, provocaron a los charrúas al gritarles el gol y el partido se puso más tenso, por lo que al minuto 89 expulsaron un jugador de cada equipo, y ya en tiempo cumplido, De La Cruz también recibió la tarjeta roja por responder una provocación. Finalmente perdieron 1 a 0 y el equipo de Brasil logró la Copa Libertadores Sub-20 de 2016.
Nicolás disputó los 5 partidos, todos como titular, y colaboró con 4 goles.
Al regresar a Uruguay, se lesionó de meniscos en una práctica. Fue operado el 15 de marzo, la intervención fue un éxito, por lo que estuvo apartado de las canchas por un mes.

### Consolidación en Liverpool
El 29 de abril de 2016, volvió a ser convocado por primera vez luego de su lesión. Estuvo en el banco de suplentes contra Peñarol, en el Campeón del Siglo, Nicolás ingresó al minuto 76 con la camiseta número 10 por primera vez, pero perdieron 1 a 0. Se enfrentó a sus compañeros de selección sub-20, Diego Rossi y Federico Valverde.
Cuando Liverpool enfrentó a Danubio en la jornada siguiente, De La Cruz ingresó para jugar el segundo tiempo, tuvo como rivales a sus pares de la sub-20, Pereira y Saracchi, el partido finalizó 3 a 0 a favor de los danubianos.
En la fecha 12, jugaron contra Rentistas un partido decisivo por el descenso, Nico ingresó al minuto 50 y anotó su primer gol oficial, gracias a su tanto ganaron 1 a 0.
El 22 de mayo, volvió a la titularidad, se enfrentaron al River Plate de Juan Ramón Carrasco, y aunque su compañero Aprile fue expulsado, lograron los tres puntos al ganar 1 a 0 con gol del capitán, Junior Arias.
En la fecha 14, su rival fue Villa Teresa, equipo al que derrotaron 1 a 0. De igual forma, llegaron a la última jornada con posibilidades de descender, el rival fue uno de los equipos más poderosos del país, el Club Nacional de Football, jugaron en la cancha de los bolsos, el Gran Parque Central, Nicolás estuvo los 90 minutos en cancha, se enfrentó a su compañero de selección juvenil Rodrigo Amaral y finalmente Liverpool logró un triunfo por 2 a 0.
Los negriazules mantuvieron la categoría, tras un campeonato irregular, en el Torneo Apertura lograron la posición 12, mientras que en el Clausura quedaron en octavo lugar.
En su primera temporada como profesional, Nicolás disputó 17 partidos, de los cuales fue titular en 14, además convirtió un gol y brindó una asistencia.
Para el Campeonato Uruguayo Especial de 2016, tuvo buena participación y se consolidó en el once inicial para el entrenador Mario Saralegui. En la fecha 1 se enfrentaron a Peñarol en el Campeón del Siglo y empataron sin goles. Luego debido a una molestia muscular no pudo estar a la orden en la segunda jornada. Para la fecha 3 fue al banco de suplentes, recibieron a Nacional en Belvedere, Nico ingresó en el transcurso del segundo tiempo, con el juego igualado 1 a 1, al minuto 76 recibió el esférico desde antes de la mitad del terreno en su área, encaró hacia los rivales y dejó por el camino a 3, realizó una pared con Carlos Bueno, este lo habilitó frente al arco y el Bolita vulneró la portería de Esteban Conde, lo que significó el triunfo final por 2-1.
Debido a una lesión no pudo jugar por un mes, de igual forma disputó 11 partidos, convirtió 4 goles y brindó 2 asistencias. Liverpool finalizó el torneo transición en quinta posición.
Luego de salir campeón sudamericano con la selección sub-20 de Uruguay, se incorporó al club para jugar el Torneo Apertura 2017. Pudo jugar 7 partidos de los 15 posibles, pero fueron suficientes para destacarse y convertir 3 goles.
Debido a molestias musculares, cuando regresó de la Copa Mundial Sub-20, no jugó el Torneo Intermedio con Liverpool.
El 10 de agosto de 2017, se llegó a un acuerdo con River Plate para adquirir un porcentaje de su ficha.
De La Cruz dejó Liverpool con 36 partidos jugados en la máxima categoría y 8 goles convertidos.

### Club Atlético River Plate
Luego de un gran mundial sub-20, edición 2017, el uruguayo se convirtió en nuevo jugador del conjunto millonario. Firmando su contrato el día 15 de agosto de 2017 por cuatro años. Su primer partido en el elenco de Marcelo Gallardo, de manera no oficial, fue el 2 de septiembre de 2017, frente a Boca Juniors, en el estadio San Juan del Bicentenario. El volante ofensivo tuvo que esperar más de un año para lograr su primer gol con La Banda roja en el triunfo 5-1 en condición de visitante frente a Lanús.
En la noche del martes 24 de octubre de 2017, con la camiseta de River, hizo su debut oficial a los 20 minutos del segundo tiempo, en la máxima competencia continental a nivel clubes. Ocupó el lugar de Ignacio Martín Fernández y participó en la elaboración del gol, con el que River venció a Lanús por 1-0, en el partido de ida de la semifinal de la Copa, en el Estadio Monumental.
Desde sus inicios hasta fines de octubre del año 2021, Nicolás de la Cruz ha jugado un total de 137 partidos con River, en los que convirtió 25 goles, realizó 29 asistencias de gol, y acumuló un total de 9403 minutos en cancha. Se ha consagrado campeón de la Copa Argentina 2018-19, de la Supercopa Argentina 2019, de la Copa Libertadores 2018 y de la Recopa Sudamericana 2019.
A principios del año 2021 hubo trascendidos de prensa en los que se especulaba con el futuro destino de Nicolás de la Cruz. Finalmente, tras negociaciones y ajustes entre River Plate y el representante del futbolista, Francisco «Paco» Casal, se renovó el contrato con el club argentino hasta el 31 de diciembre de 2022, incluyendo una mejora salarial y la cancelación de una deuda pendiente con el Liverpool Fútbol Club de Montevideo.
En el mes de junio de 2021, a raíz de los movimientos de jugadores en el mercado europeo, volvieron a sonar públicamente posibles equipos de Europa que aspiraban a integrar a Nicolás a sus filas. Entre ellos, se habló del Real Sociedad de España, el Sporting de Lisboa de Portugal, el Manchester United de Inglaterra, la Fiorentina de Italia y el Borussia de Dortmund de Alemania.
El 11 de noviembre de 2022, se anunció que renovaría su contrato hasta diciembre de 2025, después de varios rumores. En julio de 2023 se consagró campeón del Campeonato de Primera División 2023 marcando un gol en el partido consagratorio frente a Estudiantes.
De la Cruz dejó River luego de siete años con estatus de ídolo y números impresionantes, habiendo ganado 12 títulos, disputado 214 partidos, marcado 36 goles y dado 40 asistencias.

### Flamengo
En enero del 2024 se confirmó su fichaje a Flamengo. El Rubro-Negro pagó la rescisión de su contrato actual con el River Plate, valorado en 16 millones de dólares. Nicolás De La Cruz eligió la camiseta número 18 a petición propia; después de todo, tiene un gran simbolismo, ya que representa el primer número que usó cuando debutó en la máxima categoría del fútbol uruguayo. De La Cruz debutó con el Flamengo el 21 de enero de 2024, contra el Philadelphia Union.  Marcó su primer gol en el club el 14 de abril, en una victoria por 2-1 contra el Atlético Goianiense en un partido del Campeonato Brasileño de Serie A. 
De la Cruz se adaptó rápidamente al Flamengo y se convirtió en titular habitual. Fue una de las figuras destacadas del equipo en la primera mitad del año y tuvo un rendimiento excepcional. Participó en 41 de los 73 partidos de la temporada, siendo titular en 37 ocasiones y jugando un total de 3134 minutos. De esos 37, fue suplente en 28, lo que significa que solo jugó los 90 minutos en nueve partidos. También se perdió la final de la Copa de Brasil.

## Selección nacional

#### Selección juvenil
De La Cruz ha sido parte de la selección de Uruguay en las categorías juveniles sub-17, sub-18 y sub-20.
En abril de 2012 fue convocado por primera vez a la selección de Uruguay, por Fabián Coito, para practicar con la categoría sub-17, a pesar de dar ventaja con su edad, con 14 años.
Fue llamado para jugar un cuadrangular amistoso en Lima a fines de septiembre. En el primer partido perdieron con Paraguay por 3 a 2, pero Nicolás no tuvo minutos. El segundo encuentro fue el 20 de septiembre, contra Puerto Rico, esta vez ingresó en el transcurso del partido y ganaron 3 a 1, fue su debut con la Celeste, en la categoría sub-17 con 15 años y 111 días. Nicolás estuvo presente en el último partido del cuadrangular, fue contra el local Perú, anotó su primer gol con la selección y ganaron 3 a 2, pero por diferencia de goles quedaron en segundo lugar del torneo amistoso.
El 16 de abril de 2015, volvió a ser citado, esta vez por Alejandro Garay para defender a Uruguay sub-18 en el Torneo Internacional Sub-18 Suwon JS de Corea del Sur.
Debutó con la sub-18 Celeste el 29 de abril, utilizó el dorsal número 7, se enfrentó como titular a Corea del Sur y perdieron 1 a 0. El siguiente encuentro fue contra Francia, Nicolás fue titular nuevamente y esta vez ganaron 2 a 0 con goles de Valverde. El último partido del cuadrangular fue contra Bélgica pero perdieron 2 a 0. Los belgas finalizaron con 5 puntos y ganaron el torneo.
El 17 de junio fue convocado para viajar a Estados Unidos y defender nuevamente a Uruguay sub-18, en un torneo cuadrangular amistoso en Los Ángeles. El primer partido fue contra el anfitrión, Estados Unidos, Uruguay dominó todo el encuentro y ganaron 2 a 1. En el segundo partido, se enfrentaron a Tijuana sub-20, un equipo armado y con ventaja de edad, a pesar de eso empataron 1 a 1. El juego final, contra República Checa, fue un partido parejo en el que derrotaron 1 a 0 a los europeos y se coronaron campeones del cuadrangular. De La Cruz fue titular en cada partido y utilizó el dorsal número 8.
El 1 de octubre fue llamado por Fabián Coito, para comenzar el proceso de la selección que disputará el Campeonato Sudamericano Sub-20 de 2017 en Ecuador.
Jugó un amistoso contra la selección sub-17 de Rusia el 12 de octubre, en el Estadio Luis Franzini. Fue titular y por primera vez capitán, utilizó el dorsal número 11, comenzaron perdiendo pero finalmente ganaron 2 a 1.
No pudo iniciar el proceso de la sub-20 a comienzos del año siguiente debido a su recuperación de una lesión. Se perdió los 4 primeros amistosos internacionales del año contra Paraguay. Cuando se recuperó, fue citado nuevamente y el 16 de mayo, volvió a los entrenamientos con sus compañeros.
El 31 de mayo de 2016, volvió a jugar con la Celeste, fue titular y capitán con la camiseta número 10 para enfrentar a Chile en el Parque Capurro, mostró un buen nivel, brindó dos asistencias a Schiappacasse, jugador que marcó los tres goles que permitieron el triunfo por 3 a 0.
El 12 de diciembre de 2016, fue convocado por Fabián Coito para entrenar en el complejo AUF, junto a otros 27 futbolistas. Fue confirmado en la lista definitiva el 29 de diciembre, para jugar el Campeonato Sudamericano Sub-20.
Nicolás disputó 9 partidos en el Sudamericano, convirtió 3 goles y en el último juego se coronaron campeones del torneo continental.
El 25 de abril fue confirmado en el plantel definitivo para viajar a Corea del Sur y jugar la Copa Mundial Sub-20. Tuvieron una buena campaña, llegaron hasta el último día de competencia, disputó 7 partidos y convirtió 2 goles, Uruguay culminó en cuarto puesto.

#### Participaciones en juveniles
En cursiva las competiciones no oficiales.
| Competición                                | Sede           | Resultado    | Partidos | Goles |
| ------------------------------------------ | -------------- | ------------ | -------- | ----- |
| Suwon JS Cup Sub-18 de 2015                | Corea del Sur  | Cuarto lugar | 3        | 0     |
| NTC Invitational Tournament Sub-18 de 2015 | Estados Unidos | Campeón      | 2        | 0     |
| Campeonato Sudamericano Sub-20 de 2017     | Ecuador        | Campeón      | 9        | 3     |
| Copa Mundial Sub-20 de 2017                | Corea del Sur  | Cuarto lugar | 7        | 2     |

### Detalles de partidos
| Con Uruguay Sub-17 | Con Uruguay Sub-17 | Con Uruguay Sub-17 | Con Uruguay Sub-17       | Con Uruguay Sub-17    | Con Uruguay Sub-17                  | Con Uruguay Sub-17 | Con Uruguay Sub-17 | Con Uruguay Sub-17 | Con Uruguay Sub-17 |
| N.º                | Rival              | Resultado          | Fecha                    | Lugar                 | Competencia                         | Goles              | Asistencias        | Ref.               |                    |
| ------------------ | ------------------ | ------------------ | ------------------------ | --------------------- | ----------------------------------- | ------------------ | ------------------ | ------------------ | ------------------ |
| 1                  | Perú               | 1:1 (0:0)          | 26 de julio de 2012      | Montevideo · Uruguay  | Amistoso                            | -                  | -                  | 1                  |                    |
| 2                  | Costa Rica         | 3:1 (0:0)          | 20 de septiembre de 2012 | Lima · Perú           | Amistoso Cuadrangular internacional | -                  | -                  | 2                  |                    |
| 3                  | Perú               | 3:2 (0:0)          | 22 de septiembre de 2012 | Lima · Perú           | Amistoso Cuadrangular internacional | Anotado            | -                  | 3                  |                    |
| 4                  | Chile              | 2:1 (0:0)          | 18 de octubre de 2012    | Fray Bentos · Uruguay | Amistoso                            | -                  | -                  | 4                  |                    |

| Con Uruguay Sub-18 | Con Uruguay Sub-18 | Con Uruguay Sub-18 | Con Uruguay Sub-18  | Con Uruguay Sub-18    | Con Uruguay Sub-18                   | Con Uruguay Sub-18 | Con Uruguay Sub-18 | Con Uruguay Sub-18 | Con Uruguay Sub-18 |
| N.º                | Rival              | Resultado          | Fecha               | Lugar                 | Competencia                          | Goles              | Asistencias        | Ref.               |                    |
| ------------------ | ------------------ | ------------------ | ------------------- | --------------------- | ------------------------------------ | ------------------ | ------------------ | ------------------ | ------------------ |
| 1                  | Corea del Sur      | 1:0 (0:0)          | 29 de abril de 2015 | Suwon Corea del Sur   | Amistoso Suwon JS Cup                | -                  | -                  | 1                  |                    |
| 2                  | Francia            | 1:2 (0:0)          | 1 de mayo de 2015   | Suwon Corea del Sur   | Amistoso Suwon JS Cup                | -                  | -                  | 2                  |                    |
| 3                  | Bélgica            | 2:0 (0:0)          | 3 de mayo de 2015   | Suwon Corea del Sur   | Amistoso Suwon JS Cup                | -                  | -                  | 3                  |                    |
| 4                  | Estados Unidos     | 1:2 (0:1)          | 11 de julio de 2015 | Carson Estados Unidos | Amistoso NTC Invitational Tournament | -                  | -                  | 4                  |                    |
| 5                  | Tijuana            | 1:1 (0:1)          | 13 de julio de 2015 | Carson Estados Unidos | Amistoso NTC Invitational Tournament | -                  | -                  | 5                  |                    |
| 6                  | República Checa    | 0:1 (0:1)          | 15 de julio de 2015 | Carson Estados Unidos | Amistoso NTC Invitational Tournament | -                  | -                  | 6                  |                    |

| Con Uruguay Sub-20 | Con Uruguay Sub-20 | Con Uruguay Sub-20          | Con Uruguay Sub-20    | Con Uruguay Sub-20                 | Con Uruguay Sub-20                      | Con Uruguay Sub-20 | Con Uruguay Sub-20           | Con Uruguay Sub-20                                                                                   | Con Uruguay Sub-20 |
| N.º                | Rival              | Resultado                   | Fecha                 | Lugar                              | Competencia                             | Goles              | Asistencias                  | Ref.                                                                                                 |                    |
| ------------------ | ------------------ | --------------------------- | --------------------- | ---------------------------------- | --------------------------------------- | ------------------ | ---------------------------- | --- | ------------------ |
| 1                  | Rusia              | 2:1 (0:0)                   | 12 de octubre de 2015 | Montevideo · Uruguay               | Amistoso                                | -                  | -                            | 1 |                    |
| 2                  | Chile              | 3:0 (1:0)                   | 31 de mayo de 2016    | Montevideo · Uruguay               | Amistoso                                | -                  | 42' y 49' a N. Schiappacasse | 2 |                    |
| 3                  | Perú               | 2:1 (2:1)                   | 14 de junio de 2016   | San José · Uruguay                 | Amistoso                                | -                  | -                            | 3 |                    |
| 4                  | Sel. Gaúcha        | 5:2 (3:2)                   | 16 de agosto de 2016  | Montevideo · Uruguay               | Amistoso                                | -                  | -                            | 4 |                    |
| 5                  | Chile              | 1:0 (1:0)                   | 30 de agosto de 2016  | San Vicente de Tagua Tagua · Chile | Amistoso                                | -                  | -                            | 5 |                    |
| 6                  | Venezuela          | 3:1 (2:1)                   | 5 de octubre de 2016  | Montevideo · Uruguay               | Amistoso                                | -                  | -                            | 6 |                    |
| 7                  | Venezuela          | 0:0                         | 19 de enero de 2017   | Ibarra · Ecuador                   | Campeonato Sudamericano Fase de grupos  | -                  | -                            | 7 |                    |
| 8                  | Argentina          | 3:3 (1:2)                   | 21 de enero de 2017   | Ibarra · Ecuador                   | Campeonato Sudamericano Fase de grupos  | 45+2' (pen.)       | -                            | 8 |                    |
| 9                  | Perú               | 2:0 (1:0)                   | 25 de enero de 2017   | Ibarra · Ecuador                   | Campeonato Sudamericano Fase de grupos  | -                  | -                            | 9 |                    |
| 10                 | Bolivia            | 3:0 (2:0)                   | 27 de enero de 2017   | Ibarra · Ecuador                   | Campeonato Sudamericano Fase de grupos  | -                  | 18' a A. Rogel               | 10                                                                                                   |                    |
| 11                 | Argentina          | 3:0 (2:0)                   | 30 de enero de 2017   | Quito · Ecuador                    | Campeonato Sudamericano Hexagonal final | 38'                | -                            | 11                                                                                                   |                    |
| 12                 | Brasil             | 2:1 (0:1)                   | 2 de febrero de 2017  | Quito · Ecuador                    | Campeonato Sudamericano Hexagonal final | -                  | -                            | 12                                                                                                   |                    |
| 13                 | Colombia           | 3:0 (1:0)                   | 5 de febrero de 2017  | Quito · Ecuador                    | Campeonato Sudamericano Hexagonal final | 83' (pen.)         | -                            | 13                                                                                                   |                    |
| 14                 | Venezuela          | 0:3 (0:0)                   | 8 de febrero de 2017  | Quito · Ecuador                    | Campeonato Sudamericano Hexagonal final | -                  | -                            | 14                                                                                                   |                    |
| 15                 | Ecuador            | 1:2 (0:2)                   | 11 de febrero de 2017 | Quito · Ecuador                    | Campeonato Sudamericano Hexagonal final | -                  | 18' a J. Ardaiz              | 15                                                                                                   |                    |
| 16                 | Argentina          | 0:1 (0:0)                   | 22 de marzo de 2017   | Montevideo · Uruguay               | Amistoso                                | -                  | -                            | 16                                                                                                   |                    |
| 17                 | China              | 1:3 (0:1)                   | 8 de mayo de 2017     | Xi'an China                        | Amistoso                                | -                  | -                            | 17 (enlace roto disponible en Internet Archive; véase el historial, la primera versión y la última). |                    |
| 18                 | Corea del Sur      | 2:0 (1:0)                   | 11 de mayo de 2017    | Cheongju Corea del Sur             | Amistoso                                | -                  | -                            | 18 (enlace roto disponible en Internet Archive; véase el historial, la primera versión y la última). |                    |
| 19                 | Arabia Saudita     | 0:2 (0:1)                   | 14 de mayo de 2017    | Goyang Corea del Sur               | Amistoso                                | -                  | -                            | 19 (enlace roto disponible en Internet Archive; véase el historial, la primera versión y la última). |                    |
| 20                 | Italia             | 0:1 (0:0)                   | 21 de mayo de 2017    | Suwon Corea del Sur                | Copa Mundial Fase de grupos             | -                  | -                            | 20 (enlace roto disponible en Internet Archive; véase el historial, la primera versión y la última). |                    |
| 21                 | Japón              | 2:0 (1:0)                   | 24 de mayo de 2017    | Suwon Corea del Sur                | Copa Mundial Fase de grupos             | -                  | -                            | 21 (enlace roto disponible en Internet Archive; véase el historial, la primera versión y la última). |                    |
| 22                 | Sudáfrica          | 0:0                         | 27 de mayo de 2017    | Suwon Corea del Sur                | Copa Mundial Fase de grupos             | -                  | -                            | 22 (enlace roto disponible en Internet Archive; véase el historial, la primera versión y la última). |                    |
| 23                 | Arabia Saudita     | 1:0 (0:0)                   | 31 de mayo de 2017    | Incheon Corea del Sur              | Copa Mundial Octavos de final           | 50' (pen.)         | -                            | 23 (enlace roto disponible en Internet Archive; véase el historial, la primera versión y la última). |                    |
| 24                 | Portugal           | 2:2 (2:1)(t. s.) (4:5 pen.) | 4 de junio de 2017    | Daejeon Corea del Sur              | Copa Mundial Cuartos de final           | -                  | -                            | 24                                                                                                   |                    |
| 25                 | Venezuela          | 1:1 (0:0)(t. s.) (3:4 pen.) | 8 de junio de 2017    | Daejeon Corea del Sur              | Copa Mundial Semifinal                  | 49' (pen.)         | -                            | 25                                                                                                   |                    |
| 26                 | Italia             | 0:0 (1:4 pen.)              | 11 de junio de 2017   | Suwon Corea del Sur                | Copa Mundial Tercer puesto              | -                  | -                            | 26 (enlace roto disponible en Internet Archive; véase el historial, la primera versión y la última). |                    |

#### Selección mayor
Nicolás de la Cruz debutó como titular con la selección mayor de Uruguay el día 8 de octubre de 2020, enfrentando a la selección nacional de Chile por el torneo de Clasificación de la Conmebol para la Copa Mundial de Fútbol de Catar 2022. El partido se jugó en el Estadio Centenario de Montevideo, y finalizó con triunfo de la selección uruguaya por 2 a 1.
Desde entonces y hasta finales de octubre de 2022, de la Cruz ha tenido doce participaciones con el combinado principal de la Asociación Uruguaya de Fútbol, contando el total de ocho partidos por las Eliminatorias Conmebol para la Copa Mundial de Fútbol de Catar 2022 y cuatro partidos por la Conmebol Copa América Brasil 2021.

### Participaciones en Copas América
| Copa              | Sede           | Resultado        | Partidos | Goles |
| ----------------- | -------------- | ---------------- | -------- | ----- |
| Copa América 2021 | Brasil         | Cuartos de final | 3        | 0     |
| Copa América 2024 | Estados Unidos | Disputándose     | 4        | 0     |

### Participaciones en Copas del Mundo
| Mundial                        | Sede  | Resultado      | Partidos | Goles |
| ------------------------------ | ----- | -------------- | -------- | ----- |
| Copa Mundial de Fútbol de 2022 | Catar | Fase de grupos | 2        | 0     |

## Estadísticas

### Clubes
| Club                        | Div.          | Temporada     | Liga         | Liga         | Liga         | Estatal      | Estatal      | Estatal      | Copas nacionales | Copas nacionales | Copas nacionales | Copas internacionales | Copas internacionales | Copas internacionales | Total | Total | Total  |
| Club                        | Div.          | Temporada     | Part.        | Goles        | Asist.       | Part.        | Goles        | Asist.       | Part.            | Goles            | Asist.           | Part.                 | Goles                 | Asist.                | Part. | Goles | Asist. |
| --------------------------- | ------------- | ------------- | ------------ | ------------ | ------------ | ------------ | ------------ | ------------ | ---------------- | ---------------- | ---------------- | --------------------- | --------------------- | --------------------- | ----- | ----- | ------ |
| Liverpool F. C. · Uruguay   | 1.ª           | 2015-16       | 17           | 1            | 1            | Inexistentes | Inexistentes | Inexistentes | Inexistentes     | Inexistentes     | Inexistentes     | Inexistentes          | Inexistentes          | Inexistentes          | 17    | 1     | 1      |
| Liverpool F. C. · Uruguay   | 1.ª           | 2016          | 11           | 4            | 2            | Inexistentes | Inexistentes | Inexistentes | Inexistentes     | Inexistentes     | Inexistentes     | Inexistentes          | Inexistentes          | Inexistentes          | 11    | 4     | 2      |
| Liverpool F. C. · Uruguay   | 1.ª           | 2017          | 7            | 3            | 0            | Inexistentes | Inexistentes | Inexistentes | Inexistentes     | Inexistentes     | Inexistentes     | 1                     | 0                     | 0                     | 8     | 3     | 0      |
| Liverpool F. C. · Uruguay   | Total club    | Total club    | 35           | 8            | 3            | -            | -            | -            | -                | -                | -                | 1                     | 0                     | 0                     | 36    | 8     | 3      |
| C. A. River Plate Argentina | 1.ª           | 2017-18       | 14           | 0            | 4            | Inexistentes | Inexistentes | Inexistentes | 4                | 0                | 1                | 3                     | 0                     | 1                     | 21    | 0     | 6      |
| C. A. River Plate Argentina | 1.ª           | 2018-19       | 17           | 1            | 2            | Inexistentes | Inexistentes | Inexistentes | 7                | 3                | 2                | 10                    | 2                     | 5                     | 34    | 6     | 9      |
| C. A. River Plate Argentina | 1.ª           | 2019-20       | 17           | 4            | 6            | Inexistentes | Inexistentes | Inexistentes | 5                | 0                | 0                | 12                    | 2                     | 1                     | 34    | 6     | 7      |
| C. A. River Plate Argentina | 1.ª           | 2020          | Inexistentes | Inexistentes | Inexistentes | Inexistentes | Inexistentes | Inexistentes | 7                | 3                | 1                | 6                     | 2                     | 1                     | 12    | 5     | 2      |
| C. A. River Plate Argentina | 1.ª           | 2021          | 11           | 4            | 1            | Inexistentes | Inexistentes | Inexistentes | 14               | 2                | 4                | 7                     | 0                     | 0                     | 32    | 6     | 5      |
| C. A. River Plate Argentina | 1.ª           | 2022          | 21           | 3            | 5            | Inexistentes | Inexistentes | Inexistentes | 14               | 1                | 3                | 7                     | 2                     | 0                     | 42    | 6     | 8      |
| C. A. River Plate Argentina | 1.ª           | 2023          | 17           | 4            | 0            | Inexistentes | Inexistentes | Inexistentes | 14               | 2                | 0                | 7                     | 1                     | 3                     | 38    | 7     | 3      |
| C. A. River Plate Argentina | Total club    | Total club    | 97           | 16           | 18           | -            | -            | -            | 65               | 11               | 11               | 52                    | 9                     | 11                    | 214   | 36    | 40     |
| C. R. Flamengo · Brasil     | 1.ª           | 2024          | 15           | 2            | 3            | 11           | 0            | 1            | 6                | 0                | 2                | 9                     | 0                     | 0                     | 41    | 2     | 6      |
| C. R. Flamengo · Brasil     | 1.ª           | 2025          | 1            | 0            | 0            | 5            | 0            | 0            | 1                | 0                | 0                | 1                     | 0                     | 0                     | 8     | 0     | 0      |
| C. R. Flamengo · Brasil     | Total club    | Total club    | 16           | 2            | 3            | 16           | 0            | 1            | 7                | 0                | 2                | 10                    | 0                     | 0                     | 49    | 2     | 6      |
| Total carrera               | Total carrera | Total carrera | 148          | 26           | 24           | 16           | 0            | 1            | 72               | 11               | 13               | 63                    | 9                     | 11                    | 299   | 46    | 49     |
| 1. 2. 3.                    |               |               |              |              |              |              |              |              |                  |                  |                  |                       |                       |                       |       |       |        |

### Hat-tricks
| Lista de partidos en los que anotó 3 goles o más | Lista de partidos en los que anotó 3 goles o más | Lista de partidos en los que anotó 3 goles o más | Lista de partidos en los que anotó 3 goles o más | Lista de partidos en los que anotó 3 goles o más | Lista de partidos en los que anotó 3 goles o más | Lista de partidos en los que anotó 3 goles o más | Lista de partidos en los que anotó 3 goles o más |
| N.º                                              | Fecha                                            | Estadio                                          | Partido                                          | Goles                                            | Resultado                                        | Competición                                      |                                                  |
| ------------------------------------------------ | ------------------------------------------------ | ------------------------------------------------ | ------------------------------------------------ | ------------------------------------------------ | ------------------------------------------------ | ------------------------------------------------ | ------------------------------------------------ |
| 1                                                | 5 de febrero de 2016                             | Defensores del Chaco, Asunción                   | Liverpool sub-20 - Bolívar sub-20                |                                                  | 12 - 0                                           | Copa Libertadores Sub-20 de 2016                 |                                                  |
| 2                                                | 3 de mayo de 2019                                | Antonio Vespucio Liberti, Buenos Aires           | River Plate - Aldosivi                           |                                                  | 6 - 0                                            | Copa de la Superliga 2019                        |                                                  |

### Selecciones
- Actualizado hasta el 11 de junio de 2017.

| Sub-17 · Uruguay | 2011/12       | - | - | - | - | 1  | 0 | 1  | 0 |
| Sub-17 · Uruguay | 2012/13       | - | - | - | - | 3  | 1 | 3  | 1 |
| Sub-17 · Uruguay | Total sel.    | - | - | - | - | 4  | 1 | 4  | 1 |
| Sub-18 · Uruguay | 2014/15       | - | - | - | - | 6  | 0 | 6  | 0 |
| Sub-18 · Uruguay | Total sel.    | - | - | - | - | 6  | 0 | 6  | 0 |
| Sub-20 · Uruguay | 2015/16       | - | - | - | - | 3  | 0 | 3  | 0 |
| Sub-20 · Uruguay | 2016/17       | 9 | 3 | 7 | 2 | 7  | 0 | 23 | 5 |
| Sub-20 · Uruguay | Total sel.    | 9 | 3 | 7 | 2 | 10 | 0 | 26 | 5 |
| Total carrera    | Total carrera | 9 | 3 | 7 | 2 | 20 | 1 | 36 | 6 |
| 1. 2.            |               |   |   |   |   |    |   |    |   |

### Resumen estadístico
| Competición             | Partidos | Goles | Asistencias |
| ----------------------- | -------- | ----- | ----------- |
| Primera División        | 94       | 17    | 16          |
| Copas nacionales        | 42       | 9     | 8           |
| Torneos internacionales | 39       | 6     | 7           |
| Selección               | 13       | 0     | 0           |
| Total                   | 188      | 32    | 31          |

## Palmarés

### Títulos regionales
| Título             | Club           | Región         | Año  |
| ------------------ | -------------- | -------------- | ---- |
| Campeonato Carioca | C. R. Flamengo | Río de Janeiro | 2024 |

### Títulos nacionales
| Título              | Club              | País      | Año     |
| ------------------- | ----------------- | --------- | ------- |
|                     |                   |           |         |
| Copa Argentina      | C. A. River Plate | Argentina | 2016-17 |
| Supercopa Argentina | C. A. River Plate | Argentina | 2017    |
| Copa Argentina      | C. A. River Plate | Argentina | 2018-19 |
| Supercopa Argentina | C. A. River Plate | Argentina | 2019    |
| Primera División    | C. A. River Plate | Argentina | 2021    |
| Trofeo de Campeones | C. A. River Plate | Argentina | 2021    |
| Primera División    | C. A. River Plate | Argentina | 2023    |
| Trofeo de Campeones | C. A. River Plate | Argentina | 2023    |
| Copa de Brasil      | C. R. Flamengo    | Brasil    | 2024    |
| Supercopa Rei       | C. R. Flamengo    | Brasil    | 2025    |

### Títulos internacionales
| Título                         | Club (*)          | Sede         | Año  |
| ------------------------------ | ----------------- | ------------ | ---- |
| Campeonato Sudamericano Sub-20 | Uruguay sub-20    | Quito        | 2017 |
| Copa Libertadores              | C. A. River Plate | Madrid       | 2018 |
| Recopa Sudamericana            | C. A. River Plate | Buenos Aires | 2019 |

(*) Incluyendo la selección

### Distinciones individuales
| Distinción                                                                    | Año  |
| ----------------------------------------------------------------------------- | ---- |
| Jugador Yumbo del partido Liverpool - Defensor Sporting en el Torneo Apertura | 2015 |
| Mejor jugador de la etapa del Campeonato Uruguayo - Fecha 4                   | 2016 |
| Parte del equipo ideal del Campeonato Uruguayo para Referí                    | 2016 |
| Mejor futbolista extranjero en el Fútbol Argentino                            | 2020 |
| Parte del Equipo Ideal de América                                             | 2023 |